# Guilherme de Módena
Guilherme, O. Cart. (em italiano:  Guglielmo, 1184 — 31 de março de 1251) foi um cardeal italiano, Penitenciário-Mor e cardeal-bispo de Sabina.

## Biografia
Nascido no Piemonte, ele também é listado como Guilherme de Sabina, Guglielmo di Sabina, Guglielmo de Chartreaux, Guglielmo de Savoy e Guilelmus de Sabaudia. Entrou para a Ordem dos Cartuxos em uma idade jovem.. Ele tinha o título de magister.
Foi ordenado padre em data incerta, talvez em 1211, quando foi nomeado notário apostólico, cargo que exerceu até 1216. Nomeado vice-chanceler da Santa Igreja Romana, exerceu esta função entre 13 de dezembro de 1219 e 24 de fevereiro de 1220; como tal, foi referendado nas bulas papais emitidas entre 9 de abril de 1220 e 3 de abril de 1222; ocupou o cargo até, pelo menos, esta última data.
Em 1222, provavelmente em maio, foi eleito bispo de Módena, designado e ungido pelo Papa Honório III, que, assim, ignorando as prerrogativas metropolitanas de Ravena, pôs fim a um litígio no capítulo da catedral de Módena objetivando sobre um candidato que certamente fortaleceu a tradicional política de resistência às tentativas de violação da liberdades municipais da Igreja da cidade. Ele foi o primeiro bispo daquela diocese nomeado diretamente pelo papa. Assim, já em 1224, Guilherme convenceu Honório III a anular o negócio promovido em 1221 pelo Cardeal Ugolino, Bispo de Ostia, entre a cidade de Módena e da igreja local, uma vez que grande parte da alienação de bens eclesiásticos autorizados pelo seu antecessor não tinha conseguido a aprovação do capítulo da catedral e, portanto, não poderia ter validade legal.
A partir de 4 de maio, 1224, até o mês de setembro seguinte, ele era inquisidor na Lombardia, em conjunto com o bispo de Brescia. Em 31 de dezembro de 1224, ele foi nomeado núncio apostólico em Livonia (nos países bálticos) para evangelizar seus habitantes. Ele instituiu cânones como seus vigários em Modena. Provavelmente, no outono de 1228 e, certamente, antes de 18 de julho de 1229, ele foi nomeado núncio na Dinamarca, na Suécia e na Prússia, onde organizou a cruzada contra o Imperador Frederico II e a evangelização dos países bálticos ajudado por alguns frades dominicanos. Guilherme, para além dos esforços de coordenação da atividade missionária dos dominicanos e dos Cavaleiros Teutônicos (relutante, em geral, em proteger os direitos de convertidos), foi chamado para reorganizar a estrutura eclesiástica dessas regiões e dividindo e reagrupando dioceses e bispos em transferência de uma para outra Sé, ou a criação de novas dioceses; por sua iniciativa foram eregidas as dioceses de Ermeland, Kulm, Pomesania e Samland. Regressou a Roma no início de 1230, depois de informar sobre sua legação, ele voltou para a sua diocese e lá permaneceu até a sua saída. Foi nomeado legado a latere em Livônia em 9 de fevereiro de 1234 para estabelecer a hierarquia e nomear os bispos.
Foi nomeado penitenciário apostólico em janeiro de 1236, onde permaneceu até 24 de setembro de 1243. Em agosto-setembro de 1243, ele fazia parte de uma legação de paz enviado ante o Imperador Frederico II pelo novo Papa Inocêncio IV. Os futuros cardeais Pierre de Colmieu e Guillaume de Talliante, O.S.B.Clun., também fizeram parte da legação. Ele colaborou no processo de canonização de São Domingos de Gusmão no pontificado de Papa Gregório IX.

## Cardinalato
Foi criado cardeal-bispo de Sabina no consistório de 28 de maio de 1244. Nessa qualidade, assinou pela primeira vez em Civita Castellana em 22 de junho de 1244, durante a fuga da Cúria Papal para Sutri e Civitavecchia: a partir daqui, com toda a comitiva papal, ele partiu para Gênova, onde ele teria desembarcado 7 de julho seguinte. Durante a parada da Cúria, em 15 de julho, foi nomeado legado papal, pela quarta vez nos países bálticos, mas nunca foi após a nomeação, uma vez que a sua presença na Sé Apostólica foi considerada absolutamente essencial nessas situações e em seu lugar foi enviado o monge dominicano Henrique, seu capelão e futuro bispo de Chur. No entanto, em 27 e 28 de setembro, mesmo em Gênova, figura entre os assinantes de dois privilégios papais como vinculados, cujo título seria, portanto, preservar as prerrogativas.
Participou do Primeiro Concílio de Lyon (1245). Nomeado legado a latere na Suécia e na Noruega em 30 de outubro (ou 3 de novembro) de 1246. Poucos dias antes, o Papa Inocêncio IV havia anunciado a legação ao rei da Noruega e a visita do legado; o cardeal não partiu imediatamente porque em 9 de novembro ele subscreveu um privilégio papal em Lyon. Ele provavelmente partiu entre março e abril 1247 e o principal objetivo da legação foi a coroação do novo rei norueguês Håkon Håkonsson e, também, para defender a região contra a influência do sacro-imperador. Em 1 de novembro de 1248, durante a viagem de volta, o cardeal legado estava presente em Aachen na cerimônia de coroação do recém-eleito rei Guilherme II da Holanda como Rei da Germânia. Ainda durante esta viagem, fez uma parada no Reino da Inglaterra.
Em 30 de janeiro de 1249, ele consagrou uma igreja em Lyon. A partir de 5 de setembro de 1249 a 13 de maio de 1250, retirou-se para um mosteiro. Durante seus últimos meses na cúria papal, ele cuidava dos assuntos dos países nórdicos, dado o seu conhecimento sobre a região. Contudo, há assinaturas onde Guilherme figura de forma contínua, e, novamente, também como decano do Colégio dos Cardeais, até o dia 17 de fevereiro de 1251.
Segundo uma antiga tradição monástica, Guilherme morreu em Lyon em 31 de março de 1251 (definitivamente após 14 de março e até 19 de abril, a data de início do retorno à Itália de Inocêncio IV) e foi enterrado na igreja do convento local da Ordem dos Pregadores, ao lado do túmulo do cardeal Ottone de Tonengo.